# Leioproctus megachalceus
Leioproctus megachalceus är en biart som först beskrevs av Cockerell 1913.  Leioproctus megachalceus ingår i släktet Leioproctus och familjen korttungebin. Inga underarter finns listade i Catalogue of Life.

## Bildgalleri

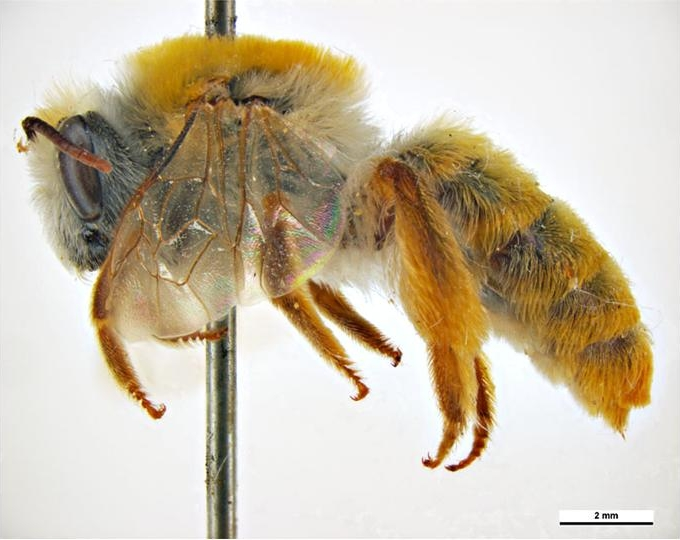
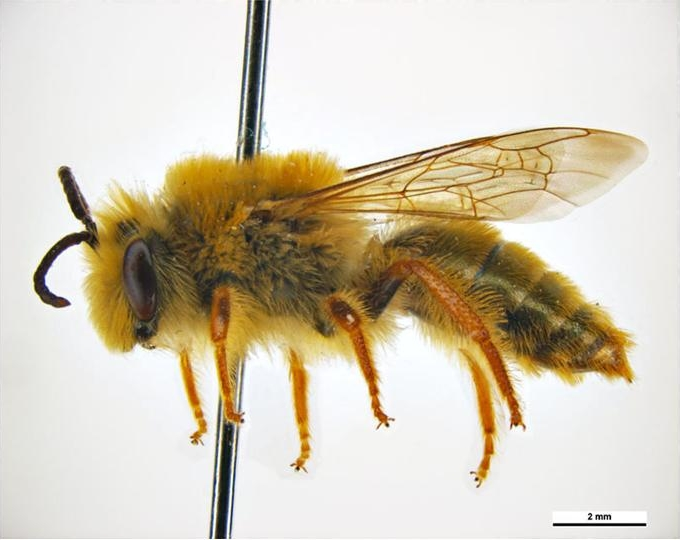